# Шкільний щоденник

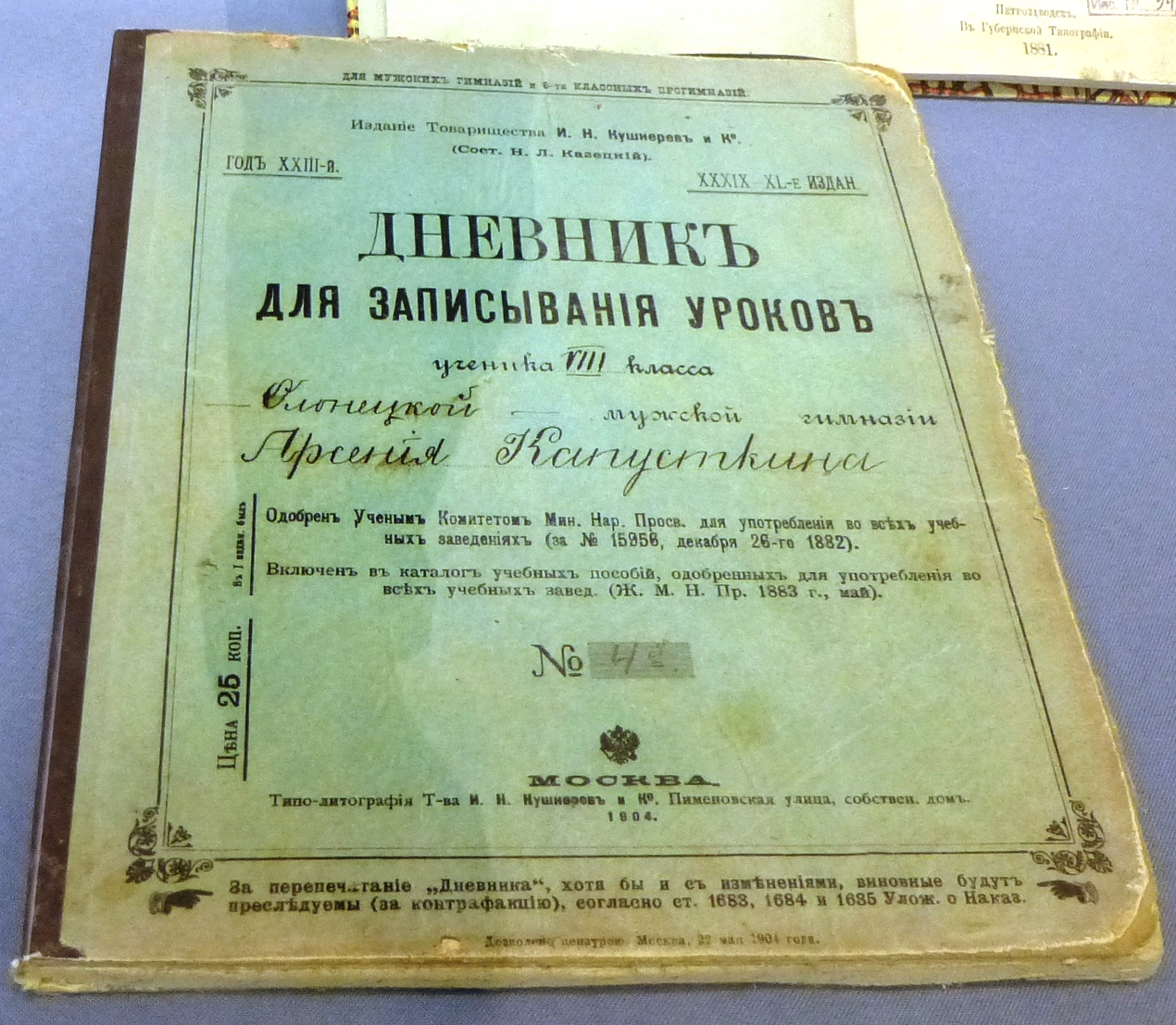
Щоденник гімназиста, 1904 р.

Шкільний щоденник (також заст. денник), щоденник школяра — основний документ школяра на час навчання. Щоденник виконує функції журналу реєстрації оцінок, отриманих на уроках, зауваження щодо поведінки і старанності, засіб спілкування вчителів та батьків, а також показник успішності учня.

## Розмітка щоденника

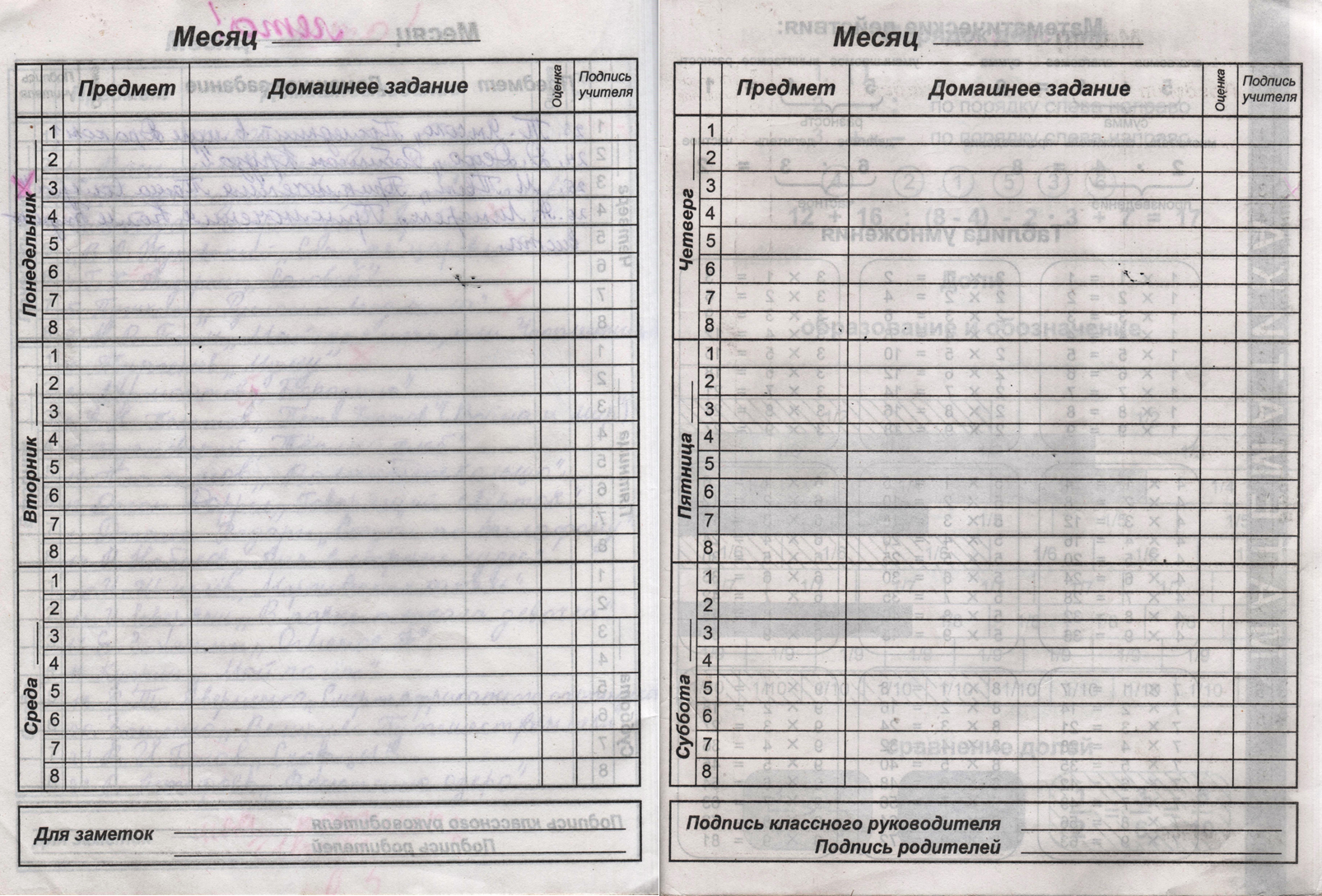
Класична розмітка на тиждень

Шкільний щоденник здебільшого розділений на таблиці. На обкладинці та першій сторінці, як правило, поміщається титульний лист, за ним слідує таблиця «Список викладачів», куди учень записує назви навчальних предметів та ПІБ учителів, які викладають ці предмети (іноді також туди записуються ПІБ класного керівника, директора і завуча). Також в щоденнику, залежно від оформлення, можуть бути присутніми таблиці з розкладом уроків, а також позакласних, позашкільних і факультативних занять. В кінці щоденника представлена зведена таблиця «Відомості про успішність» куди вносяться позначки по всіх предметах за чверть (або триместр), а також річні, екзаменаційні та підсумкові оцінки. Річні, як правило, виставляються на основі більшості оцінок по чвертях (триместрах) за навчальний рік, екзаменаційні — за складений іспит, а підсумкові — за всі інші. Також в цій таблиці присутні графи «Поведінка», «Підпис класного керівника» і «Підпис батьків». Іншу, найбільшу частину щоденника займають однакові таблиці навчального тижня.

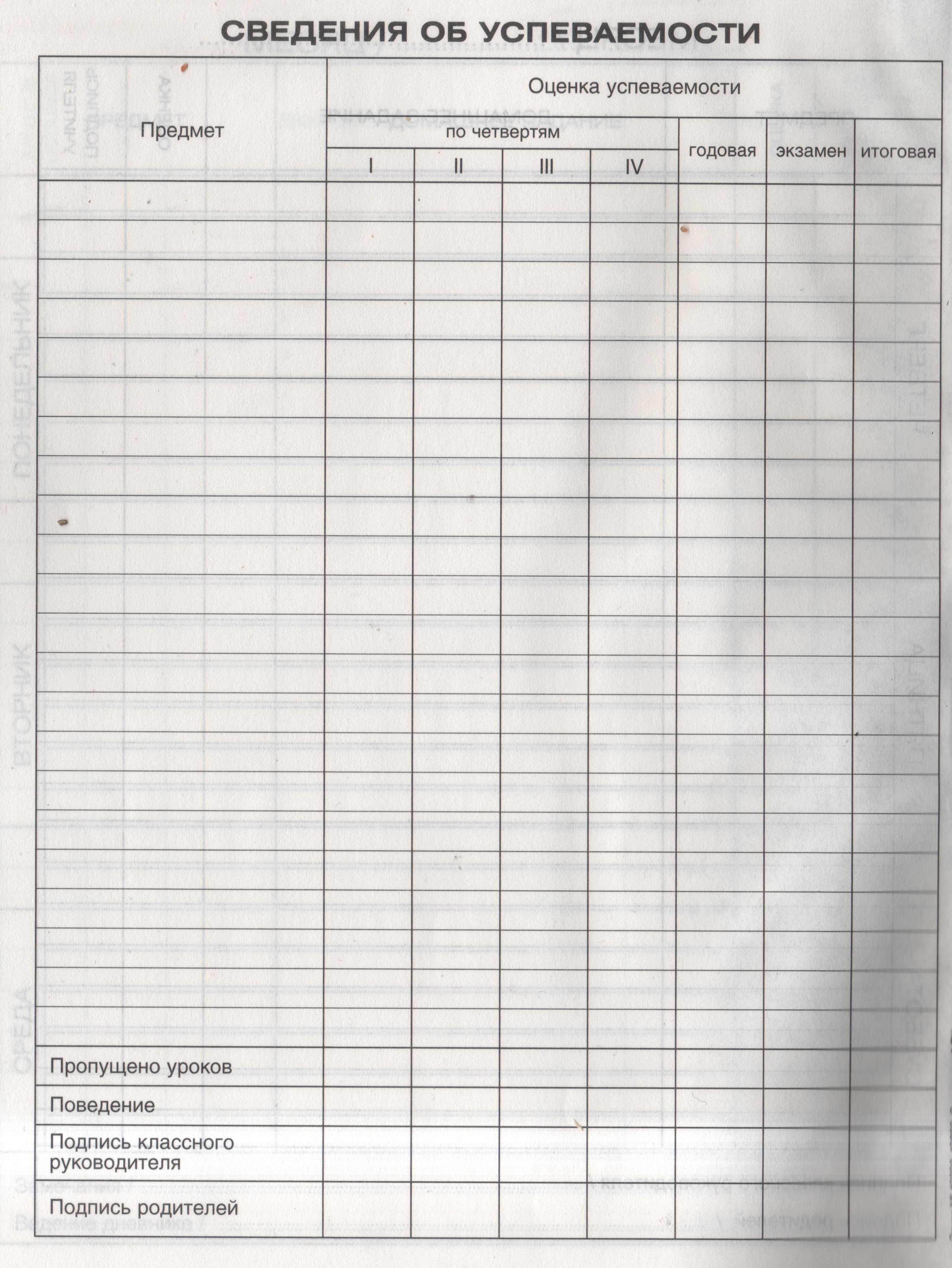
Відомості про успішність в щоденнику

Типова розмітка на один навчальний тиждень (див. фото) — це таблиця, розділена на шість днів тижня з понеділка по суботу. Над таблицею пишеться поточний місяць (іноді, залежно від виконання розмітки або ж статуту школи, і поточний рік). У таблиці «Субота» в нижні рядки графи «Домашнє завдання» зазвичай, залежно від розпорядку школи, одна під іншою пишуться фрази «Поведінка» і «Ведення щоденника» — загальні позначки поведінки й ведення щоденника учнем за тиждень.
Школярі заповнюють графи «Предмет» і «Домашнє завдання», а також ставлять число місяця біля відповідного дня тижня. Як правило, воно пишеться від низу до верху, як і назва дня тижня, але дуже часто його пишуть, як звичайний текст, зліва направо. Вчителі виставляють оцінки та підтверджують їх своїм підписом у відповідних графах. Іноді класний керівник влаштовує перевірку щоденників, що є виставленням оцінок в щоденники.
Під таблицею «Середа» розташована графа «Для заміток», куди вчителі (а також адміністрація школи) записують зауваження та іншу інформацію, а під таблицею «Субота» розташовані графи «Підпис класного керівника» і «Підпис батьків», де в кінці тижня розписуються класний керівник і батьки (законні представники) відповідно. Предметів в графі кожного дня тижня обмежена вісьмома, як правило, у школярів 5-6 уроків.

## У світі

### Литва
У Литві шкільний щоденник називається книжка оцінок (лит. pažymių knygelė). У 1985 році книжка оцінок для I—III класів була двомовною, містила правила для учнів, розклад уроків, таблиці для відміток з предметів, графи для заохочень і зауважень, графи для підписів батьків і класного керівника, на передостанній сторінці — табель успішності. В кінці 1980-х в Литві випускався також щоденник учня (лит. mokinio dienoraštis) і використовувався замість книжки оцінок, проте ця назва не прижилася.

### Росія
У Росії немає закону або нормативно-правових актів федерального рівня, що зобов'язує учня вести шкільний щоденник. Дана вимога (разом з вимогами до ведення щоденника вчителями, класними керівниками, батьками та адміністрацією школи) зазвичай закріплюється в місцевих шкільних нормативно-правових актах.